# Veer Bahadur Singh Purvanchal University
Veer Bahadur Singh Purvanchal University är ett universitet i Indien.   Det ligger i distriktet Jaunpur och delstaten Uttar Pradesh, i den centrala delen av landet, 600 km sydost om huvudstaden New Delhi.